# Église Saint-Nicolas de Kolomna
L’église Saint-Nicolas-du-Bourg (en russe : Храм Николы на Посаде, Khram Nikoly na Possade) est une église de la ville de Kolomna, dans l’oblast de Moscou, en Russie. C'est l'une des plus anciennes de la ville et de ses environs.

## Historique
Une église dédiée à saint Nicolas a été construite du temps de la Horde d'or, telle que les documents du XVIe siècle en rappellent la mémoire. Elle est reconstruite en pierre au XVIIIe siècle sur les dons des paroissiens.

## Architecture
Cette église est typique de l'architecture prisée par les marchands de l'époque du « baroque moscovite » avec son église d'été à l'étage dédiée à la Résurrection du Christ, son large soubassement et ses frises de brique. Elle est surtout originale par la quantité de kokochniks, au nombre de cent cinq sur cinq rangées, qui ornent ses quatre pignons. L'édifice est dominé de cinq tambours couronnés chacun d'une coupole à bulbe surmontée d'une croix. Celui du milieu à coupole dorée (symbolisant le Christ) est le seul à avoir une fenêtre, les quatre autres sont couronnés d'une coupole bleue et symbolisent les Évangélistes.
La décoration intérieure et le mobilier liturgique ont disparu pendant la période de répression et de vague d'athéisme des années 1930. L'église a été restaurée dans les années 1970 et les kokochniks, dont beaucoup avaient disparu au cours des âges, ont repris leur forme originelle.

## Aujourd'hui
Dans les années 1990, la municipalité a donné l'édifice à la paroisse des Vieux-Croyants de l'Église orthodoxe vieille-ritualiste russe (la majorité de cette obédience religieuse issue du Raskol a reconnu l'autorité du patriarcat de Moscou récemment[réf. nécessaire]). Les croix plus simples qui couronnent l'église diffèrent donc des croix orthodoxes russes, plus ouvragées.

## Source
- (ru) Cet article est partiellement ou en totalité issu de l’article de Wikipédia en russe intitulé « Храм Николы на Посаде(Коломна) » (voir la liste des auteurs).